# Saison 3 de Camping Paradis
 (avril 2020).
Si vous disposez d'ouvrages ou d'articles de référence ou si vous connaissez des sites web de qualité traitant du thème abordé ici, merci de compléter l'article en donnant les références utiles à sa vérifiabilité et en les liant à la section « Notes et références ».
 (avril 2020).
Chronologie
Saison 2 Saison 4
Cet article présente les épisodes de la troisième saison de la série télévisée Camping Paradis.

## Distribution

### Acteurs principaux
- Laurent Ournac : Tom Delormes, le propriétaire du camping
- Princess Erika : Rosy, responsable de l'accueil
- Jennifer Lauret : Ariane Leroy, kiné du camping
- Patrick Guérineau : Xavier Proteau, barman
- Géraldine Lapalus : Amandine Joubert-Garnier, responsable des sports
- Thierry Heckendorn : André Durieux, régisseur

### Acteurs récurrents
- Patrick Paroux : Christian Parizot (épisodes 1-2, 4 & 6), vacancier grincheux
- Julien Cafaro : Hervé (épisode 3), petit ami de Jean(Pi
- Gérard Chaillou : Jean-Pi (épisode 3), petit ami d'Hervé
- Franz Rudolf Lang : Gilles (épisodes 3 & 5), vacancier ayant réservé sur Vacansoleil.

## Liste des épisodes

### Épisode 1:Ça décoiffe au camping
- France : 5 septembre 2011 sur TF1

- France : 5,74 millions de téléspectateurs (22,1 % de part de marché)[1] (première diffusion)

- Julie Debazac : Brigitte
- Thibault Jarry : Franck
- Roland Marchisio : Paul
- Sophie Mounicot : Louise, la juge
- Pierre-Louis Bellet : Romain
- Morgane Kerhousse : Inès
- Eythan Solomon : César
- Marie Puil : Coline
- Ilian Raad : Eliott
- Marie Vincent : Mme le Maire
- Fabrice Deville : Le lieutenant de pompier Mourat
- Ulysse Pillon : Jeff
- Amélie Zorzetto : Le sergent de pompier Mercier
- Amel Goutas : La cliente 1
- Isalinde Giovangigli : La cliente 2
- Clémentine Pons : La cliente 3/ La jeune fille
- Anik Danis : La cliente 4
- Lydia Robert : La cliente 5
- Corinne Frandino : Mme Garcin
- Suzie Pillou : La campeuse aux bigoudis
- Charlotte Hamer : La vacancière
- Magali Lerbey : La candidate 1
- Gwendoline Meunier : La candidate 2

- Cet épisode est le premier épisode dans lequel apparaît Marie Vincent dans le rôle de la Maire.
- On apprend dans cet épisode que M Parizot s'appelle Christian.
- Fabrice Deville, qui joue un lieutenant dans cet épisode est également "Vincent Lacourt", le rival de Philippe Marty dans "Cœur à cœur"

### Épisode 2:La Grande Invasion
- France : 3 octobre 2011 sur TF1

- France : 6,88 millions de téléspectateurs (26,7 %)[2] (première diffusion)

- Barbara Probst : Elsa
- Isabelle de Botton : Marthe
- Patrick Raynal : Mr Guy
- Martin Barlan : Yann
- Benjamin Baclet : Rafy
- Frédéric Pellegeay : Philippe
- Sébastien Cotterot : Étienne
- Claude Sesé : Mr Vignaud
- Randolph Toom : Dirk Van Eyck
- Alain Zef : Falardeau
- Pauline Roux : Clémentine
- Roland Munter : Tony le Plombier
- Antoine Bory : Le petit garçon
- Isalinde Giovangigli : Mme Berthaud
- Antoine Pappalardo : L'ouvrier
- André Corbi : Le campeur à l'accueil
- Francesca Giuliano : La campeuse
- Olivier Mellet : Le campeur au petit déjeuner
- Catherine Brun : Mme Bikini

- Cet épisode est le premier épisode dans lequel apparaissent Sébastien Cottereau et Alain Zef qui joueront ensuite dans "Une éclipse au camping".
- C'est le premier épisode dans lequel apparaît Patrick Raynal qui joue aussi dans "Les douze travaux du camping" et "Le grand saut".
- Il s'agit de la dernière apparition d'Elsa avant son retour dans la saison 9.
- Pour la première fois, on peut voir l'équipe porter un uniforme d'une autre couleur que le bleu. Le orange ici, qui rappelle l'uniforme des prisonniers.
- Dans cet épisode, Rosy semble avoir des difficultés à passer son code de la route, qu'Elsa partageait dans la saison 1. Rosy a également du mal à conduire une voiturette dans "Indiana Camping".
- Ariane est absente de cet épisode.
- Le titre de cet épisode est une référence au film "La grande Illusion".

### Épisode 3:Ça swingue au camping
- France : 14 novembre 2011 sur TF1

- France : 6,29 millions de téléspectateurs (23,2 %)[3] (première diffusion)

- Tonya Kinzinger :  Virginie
- Philippe Lelièvre : Alain
- Julie Dray : Julia
- Quentin Santarelli : Sam
- Guillaume Denaiffe : Martin
- Noémie Elbaz : Élise
- Gérard Palu : Le campeur

- Cet épisode est le premier épisode dans lequel apparaît Gilles, le vacancier ayant réservé via vacansoleil.
- C'est aussi le premier épisode avec Noémie Elbaz et Quentin Santarelli qui rejoueront par la suite dans "Retrouvailles au camping".
- Guillaume Denaiffe, présent dans cet épisode, rejouera ensuite dans "Camping Circus" et "Trois Papas et une Maman".
- Ariane est entendue au téléphone dans cet épisode, mais elle n'apparaît pas physiquement.

### Épisode 4:La Bonne aventure
Pour les articles homonymes, voir La Bonne Aventure.
- France : 6 février 2012 sur TF1

- France : 7,12 millions de téléspectateurs (26,2 %)[4] (première diffusion)

- Julie Arnold : Carole
- Catherine Erhardy : Marielle
- Jean Dell : Paul
- Agathe de La Boulaye : Alice
- Julie Boulanger : Lucie
- Renaud Leymans : Simon
- Emmanuel Quatra : Laurent
- Damien Ferdel : Cédric
- Lucas Renault : Léo
- Armelle Lecoeur : Camille
- Stina Soliva : La charcutière
- Luca Sherman : Le campeur médecin

- Cet épisode est le premier épisode dans lequel apparaissent Julie Arnold et Renaud Leymans. Ils jouent ensuite dans "Mon Père ce Breton" pour Julie Arnold et "Mon meilleur ami", "Tel épris qui croyait prendre" pour Renaud Leymans.
- Julie Boulanger et Damien Ferdel reviennent dans les épisodes "La kermesse du camping" et "Réunions de famille".
- André dit être du signe astrologique de la vierge. Pourtant, il fête ses soixante ans le 14 août dans la saison 4, ce qui ferait de lui un natif du signe du lion.
- Cet épisode révèle que le prénom de M Parizot est Christian. On voit le personnage essayer pour la première fois la Fiesta Boum Boum.

### Épisode 5:Trou de mémoire
- France : 3 septembre 2012 sur TF1

- France : 5,27 millions de téléspectateurs (20,1 %)[5] (première diffusion)

- Patrick Bouchitey : Philippe
- Catherine Alric : Mylène
- Clémence Boué : Jeanne
- Denis Sebbah : Vincent
- Bertille Chabert : Sarah
- Laure Millet : Pénélope
- Stéphane Godin : Le médecin
- Géraldine Adams : Sophie, la fille de Philippe et Mylène
- André Corbi : Le campeur 1
- Michel Benizri : Le campeur 2
- Anaïs Fabre : La campeuse au téléphone
- Philippe Josserand : Le campeur conducteur

- Cet épisode est le premier épisode dans lequel l'année 1976 est mise en avant.
- Personne n'a l'idée de donner à Philippe une glace pour qu'il puisse se regarder dedans.
- Stefan Godin rejouera  dans "Camping Circus"
- Bien qu'André reconnaisse Philippe, celui-ci ne le reconnaît pas.
- Dans l'épisode, il est dit que le 30 juillet 1976 était un samedi, il s'agissait en fait d'un vendredi.
- C'est l'un des rares épisodes dans lequel on peut voir des scènes en dehors du camping.
- Cet épisode marque le retour de Gilles et le début de son attirance pour Amandine lorsqu'elle passe le chercher après qu'il a cru se noyer. On apprend également que les parents de Gilles se sont mariés en août 1976.
- Gilles considère Xavier comme un de ses amis et cherche à devenir l'assistant du père de Ronaldo. Pour autant, Xavier dira dans "Mon père ce breton" qu'il a besoin de vacances chaque fois qu'il voit Gilles.
- Le père de Tom est censé s'appeler Michel et lui ressembler étonnamment. Pourtant, "Cette année-là" nous présente le père de Tom comme quelqu'un possédant un physique et un nom différent.
- D'après Philippe, chaque fois qu'il venait, tout le monde était déguisé lors des soirées camping et il n'était pas courant d'avoir des enfants en étant divorcé en 1976. De plus, dans "Cette année-là", on apprend que le camping de Patrick Delormes portait un autre nom et s'est appelé Camping Paradis le 22 juillet 1976. Cette histoire se déroulant dans la tête de Philippe le 30 juillet 1976, cela voudrait dire qu'en huit jours, le camping a eu le temps de changer de nom et d'organiser des soirées à thème.
- Philippe pense que Michel et Jacqueline ne sont plus ensemble, Pourtant,  Patrick et Marie ont ouvert le camping en 1976 ensemble, ce qui ne devrait pas lui échapper.

### Épisode 6:Les jeux de l’amour
- France : 24 septembre 2012 sur TF1

- France : 4,98 millions de téléspectateurs (18,7 %)[6] (première diffusion)

- Stéphanie Cabon : Carole Morin
- Anne Richard : Valérie
- Louvia Bachelier : Marie Morin
- Jérémie Covillault : Christophe Morin
- Eliott Lobrot : Thomas Morin
- Célestin Chapelain : Max, le petit-fils d'André
- Alexandre Varga : Pierre, le fils d'André
- Patrick Vincent : Patrick

- Cet épisode est le premier épisode dans lequel apparaissent Alexandre Varga et Jérémie Covillault, qui rejouent ensuite dans "Une éclipse au camping" et "Famille nombreuse, famille heureuse" pour Alexandre Varga et "Carnaval au camping" et "Un ange gardien au camping" pour Jérémie Covillault.
- Le titre de cet épisode est une référence aux "Feux de l'amour".